# Ring your bell (SPLAYの曲)
「Ring your bell」（リング ユア ベル）は、SPLAYのデビューシングルである。

## 収録曲
1. Ring your bell
作詞 - 向井隆昭 / 作曲 - 向井隆昭・道本卓行 / 編曲 - 片岡大志・SPLAY
2. People on the floor
作詞・作曲 - 向井隆昭 / 作曲 - 片岡大志・SPLAY
3. Tambourine
作詞 - 向井隆昭 / 作曲 - 向井隆昭・道本卓行 / 編曲 - 片岡大志・SPLAY
4. Time machine
作詞 - 向井隆昭 / 作曲 - 向井隆昭・道本卓行 / 編曲 - 片岡大志・SPLAY